# Lubniewsko
Lubniewsko – jezioro w Polsce, położone na północny wschód od Sulęcina w województwie lubuskim, w powiecie sulęcińskim, w gminie Lubniewice.

## Położenie i opis
Jezioro Lubniewsko położone jest we wschodniej części powiatu sulęcińskiego, na terenie Pojezierza Łagowskiego. Północna część jeziora przylega do granic miasta Lubniewice. Zbiornik jest największym z trzech jezior grupy lubniewickiej. Zachodnie brzegi akwenu są strome i trudno dostępne. Dno jeziora jest zróżnicowane, znajdują się tu liczne głęboczki i wypłycenia, w części zachodniej opada zdecydowanie, łagodniejszy spadek jest po stronie południowej. Dno jest głównie piaszczyste, a w niektórych miejscach żwirowate lub kamieniste. Jezioro jest w całości otoczone obszarami leśnymi. Od wschodu do jeziora wpadają dwa niewielkie cieki ze Świerczowa i Glisna, w przeszłości niosły one do jeziora zanieczyszczone wody, obecnie wsie są skanalizowane, a ścieki odprowadzane poza zlewnie zbiornika. Największym dopływem jest wpadająca od południa Lubniewka. Jezioro połączone jest szerokim kanałem z pobliskim jeziorem Lubiąż. Akwen ma dobrze rozwiniętą linię brzegową w tym liczne zatoki i półwyspy. Na Lubniewsku znajduje się jedna niewielka wyspa Rybnik o powierzchni 0,4 ha.

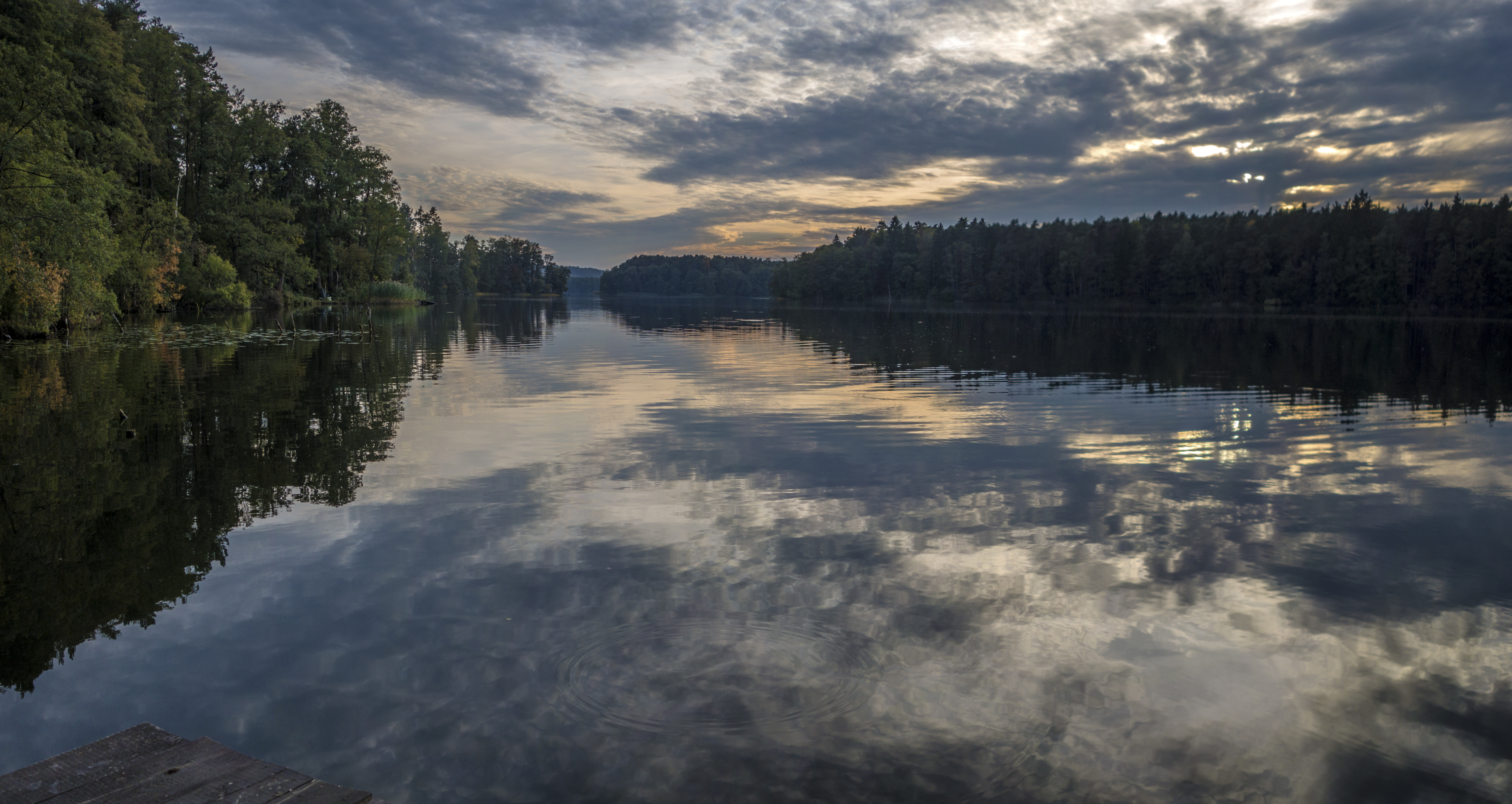
Jezioro Lubniewsko

## Hydronimia
Jezioro pojawia się w źródłach w 1809 roku – początkowo jako Ancker See, a następnie: Anken-See (1934). 11 lutego 1949 roku wprowadzono urzędową nazwę jezioro Lubniewsko. Obecnie państwowy rejestr nazw geograficznych jako nazwę główną jeziora podaje Lubniewsko, jednocześnie wymienia nazwy oboczne: Jezioro Świerkowskie oraz Jezioro Nakońskie.

## Morfometria
Według danych Instytutu Rybactwa Śródlądowego powierzchnia zwierciadła wody jeziora wynosi 240 ha, natomiast A. Choiński, poprzez planimetrowanie na mapach 1:50 000, określił wielkość jeziora na 242,5 ha. Jeziorna jednolita część wód powierzchniowych ma powierzchnię 245 ha.
Średnia głębokość zbiornika wodnego to 5,1 m, a maksymalna – 15,1 m. Objętość jeziora wynosi 12 413,0 tys. m³. Maksymalna długość jeziora to 4865 m, a szerokość 1100 m. Długość linii brzegowej wynosi 15388 m.
Według Atlasu jezior Polski (red. J. Jańczak, 1996) lustro wody znajduje się na wysokości 48,5 m n.p.m., natomiast według numerycznego modelu terenu udostępnionego przez Geoportal lustro wody znajduje się na wysokości 48 m n.p.m.
Według Mapy Podziału Hydrograficznego Polski leży na terenie zlewni szóstego poziomu Zlewnia jez. Lubniewsko. Identyfikator MPHP to 189623.

## Zagospodarowanie
W systemie gospodarki wodnej jezioro tworzy jednolitą część wód o kodzie PLLW10910. Administratorem wód jeziora jest Regionalny Zarząd Gospodarki Wodnej w Poznaniu. Utworzył on obwód rybacki, który obejmuje wody jeziora Lubniewsko wraz z wodami rzeki Lubniewka (Obwód rybacki Jeziora Lubniewsko na rzece Lubna – Nr 1). Gospodarkę rybacką prowadzi na jeziorze Polski Związek Wędkarski Okręg w Gorzowie Wielkopolskim. Ze względu na typologię rybacką jest to jezioro typu sandaczowego.
Jezioro pełni również funkcje rekreacyjne, w 2004 nad jeziorem funkcjonowały dwa ośrodki wypoczynkowe zlokalizowane na wschodnim brzegu. W sezonie letnim zbiornik jest licznie odwiedzany przez turystów, głównie za sprawą łatwo dostępnego połączenia wodnego z jeziorem Lubiąż. Wokół akwenu prowadzi szlak pieszy  (14,6 km).

## Czystość wód i ochrona środowiska
Według danych Wojewódzkiego Inspektoratu Ochrony Środowiska w latach 1993, 1998 oraz 2003 wody jeziora charakteryzowały się III klasą czystości. Na podstawie badań wykazano, że akwen jest zbiornikiem bardzo zasobnym w materię organiczną, co przekłada się na wysokie wskaźniki produkcji pierwotnej, widoczne na przykład w stężeniu chlorofilu A oraz niskiej przeźroczystości jego wód. Jezioro w 2004 roku charakteryzowało się umiarkowaną odpornością na degradację i zostało zaliczone do II kategorii odporności. Nie najlepszy stan wód tłumaczono dużą ilością zgromadzonych zanieczyszczeń, które trafiły tu przed uporządkowaniem gospodarki ściekowej w zlewni zbiornika. Przy niezbyt dużej średniej głębokości akwenu spowodowało to trudno odwracalne zmiany. Mimo to inspektorzy podkreślili, widoczną w następujących po sobie badaniach, stałą poprawę jakości wód jeziora.
Badania z 2020 roku zaliczyły wody jeziora do wód o umiarkowanym stanie ekologicznym, co odpowiada III klasie jakości. Wskaźnikami, które zadecydowały o trzeciej klasie, były stany fitoplanktonu, makrozoobentosu oraz ichtiofauny, podczas gdy stan fitobentosu oraz makrofitów oceniono jako dobry. Według danych z 2017 roku stan chemiczny wód określono jako poniżej dobrego, a jedynym elementem przekraczającym normę była zawartość PBDE w tkankach ryb. Przeźroczystość wód została określona na 0,9 metra.
Jezioro w całości znajduje się w zespole przyrodniczo-krajobrazowym o nazwie Uroczysko Lubniewsko. Głównym założeniem chronionego obszaru jest zachowanie cennych fragmentów krajobrazu naturalnego i kulturowego wokół akwenu, w tym otaczających go lasów wraz z florą i fauną.